# Willing Able Racing
Willing Able Racing er et dansk cykelhold, som blev etableret af Mountainbike Club Vejle med start fra 2024. Holdet har cykeltøjsmærket Willing Able som hoved- og navnesponsor, og kører som et DCU Elite Team i off-road discipliner som gravelcykling, mountainbike og cykelcross.

## Holdet

### 2025
| Trup 2025                  | Trup 2025          | Trup 2025                      | Trup 2025 |
| Rytter                     | Fødselsdag         | Seneste hold                   |           |
| -------------------------- | ------------------ | ------------------------------ | --------- |
| Mille Foldager Nielsen     | 7. juli 2007       | Solbjerg IF MTB (2023)         |           |
| Nicklas Amdi Pedersen      | 3. august 1993     | TDT-Unibet (2024)              |           |
| Tobias Lundberg Dichmann   | 23. september 2004 | Adventure Cycling UNITY (2024) |           |
| Jonas Lindberg             | 12. oktober 1997   | Solbjerg IF MTB (2023)         |           |
| Niels Bech Rasmussen       | 5. oktober 1995    | Cykling Odense (2021)          |           |
| Martin Mortensen           | 5. november 1984   | Herning Cykle Klub (2023)      |           |
| Lucas Strunge              | 1. februar 2006    | Mountainbike Club Vejle (2023) |           |
| Erik Aagaard               | 5. september 1996  | Middelfart Cykel Club (2023)   |           |
| Mathias Rosenberg Pedersen | 7. april 1997      | Slagelse MTB (2023)            |           |
|                            |                    |                                |           |
| Kilde: ProCyclingStats     |                    |                                |           |

### 2024
| Trup 2024                    | Trup 2024         | Trup 2024                          | Trup 2024 |
| Rytter                       | Fødselsdag        | Seneste hold                       |           |
| ---------------------------- | ----------------- | ---------------------------------- | --------- |
| Erik Aagaard                 | 5. september 1996 | Middelfart Cykel Club (2023)       |           |
| Niklas Eg                    | 6. januar 1995    | Uno-X Pro Cycling Team (2023)      |           |
| Rasmus Gøtke                 | 24. juni 1997     | Skrænten Cyclocross Club (2023)    |           |
| Anders Holm                  | 13. august 1978   | BHS-Almeborg Bornholm (2017)       |           |
| Mikkel Kastrup               | 6. november 1999  | Aalborg-Sparekassen Danmark (2023) |           |
| Paw Kragh                    | 5. marts 2005     | MTB Racing Nord (2023)             |           |
| Jonas Lindberg               | 12. oktober 1997  | Solbjerg IF MTB (2023)             |           |
| Martin Mortensen             | 5. november 1984  | Herning Cykle Klub (2023)          |           |
| Mille Foldager Nielsen       | 7. juli 2007      | Solbjerg IF MTB (2023)             |           |
| Mathias Rosenberg Pedersen   | 7. april 1997     | Slagelse MTB (2023)                |           |
| Mads Rahbek                  | 19. oktober 1995  | Herning Cykle Klub (2023)          |           |
| Niels Bech Rasmussen         | 5. oktober 1995   | Cykling Odense (2021)              |           |
| Kirstine Frida Rysbjerg Munk | 2. februar 1996   | ACR Women Elite (2023)             |           |
| Lucas Strunge                | 1. februar 2006   | Mountainbike Club Vejle (2023)     |           |
| Mathias Busk Sælgen          | 1992              | Aalborg Cykle-Ring (2023)          |           |
| Kasper Würtz Schmidt         | 25. august 1995   | Randers Cykleklub (2023)           |           |
|                              |                   |                                    |           |
| Kilde: ProCyclingStats       |                   |                                    |           |

#### Sejre
| 16. mar. | DCU Gravel Cup for herrer, 1. etape | DCU licensløb | Jonas Lindberg |